# الضيق الأعلى (بني سعد)

تعديل مصدري - تعديل

الضيق الأعلى هي إحدى قرى عزلة الوحاوح بمديرية بني سعد التابعة لمحافظة المحويت، بلغ تعداد سكانها 345 نسمة حسب تعداد اليمن لعام 2004.